# Pompiliodes postica
Pompiliodes postica är en fjärilsart som beskrevs av Walker 1856. Pompiliodes postica ingår i släktet Pompiliodes och familjen björnspinnare. Inga underarter finns listade i Catalogue of Life.